# 多硫化物
多硫化物是指含有硫硫鍵的化合物，主要可以分為二種：多硫化物鹽及有機多硫化物。
多硫化物陰離子通式為Sn2−，是多硫化氫H2Sn的共軛鹼。像別名硫鋇粉的多硫化鋇即為多硫化物鹽。
有機多硫化物的化學通式為RSnR，其中R為烷基或芳基。像蘑菇香精即為一種有機多硫化物。

## 多硫化物的鹽類及錯合物
多硫化物的鹼金屬鹽類可以用硫化物（如硫化鈉）溶液和元素硫反應：
S2−
 + n S → S2−
n+1
有些，多硫化物離子也可以用可溶於有機溶劑中的有機鹽製備。
多硫化物其溶液一般都为黄色，且颜色随n值的增加而加深。多硫离子类似于过氧化物，具有氧化性，但不及过氧离子氧化性强：
S22− + 2e− = 2S2−; Eo = -0.476V
HO2− + H2O + 2e− = 3OH−; Eo = 0.87V
多硫化物酸化时即放出硫化氢和硫：
Sn2− + 2H+ → H2S + (n-1)S
鈉和元素硫反應產生的能量是電池科技的基礎，鈉硫電池及鋰硫電池需要高溫才能維持液體多硫及有Na+傳導性，不和鈉、硫及硫化鈉反應的薄膜。
多硫是配位化學中的配基。過渡金屬多硫配合物的例子有(C5H5)2TiS5、[Ni(S4)2]2−,及

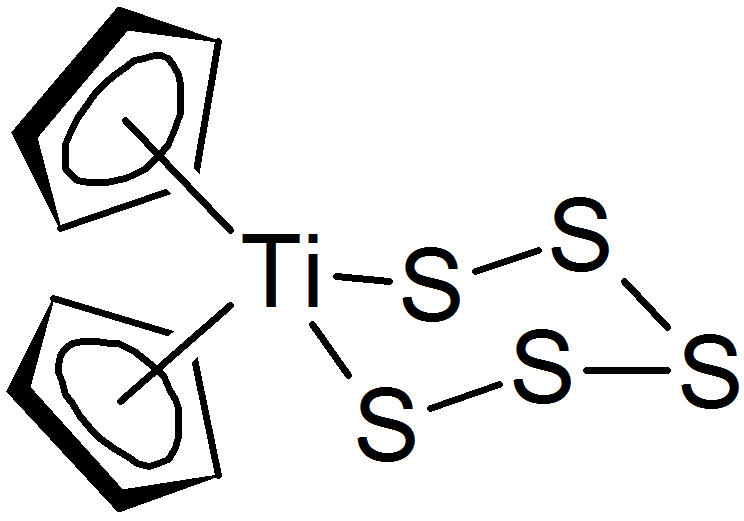
(C_{5}H_{5})_{2}TiS_{5}是多硫錯合物的例子

[Pt(S5)3]2−。主族金屬元素也可以形成多硫配合物。

## 有機多硫化物

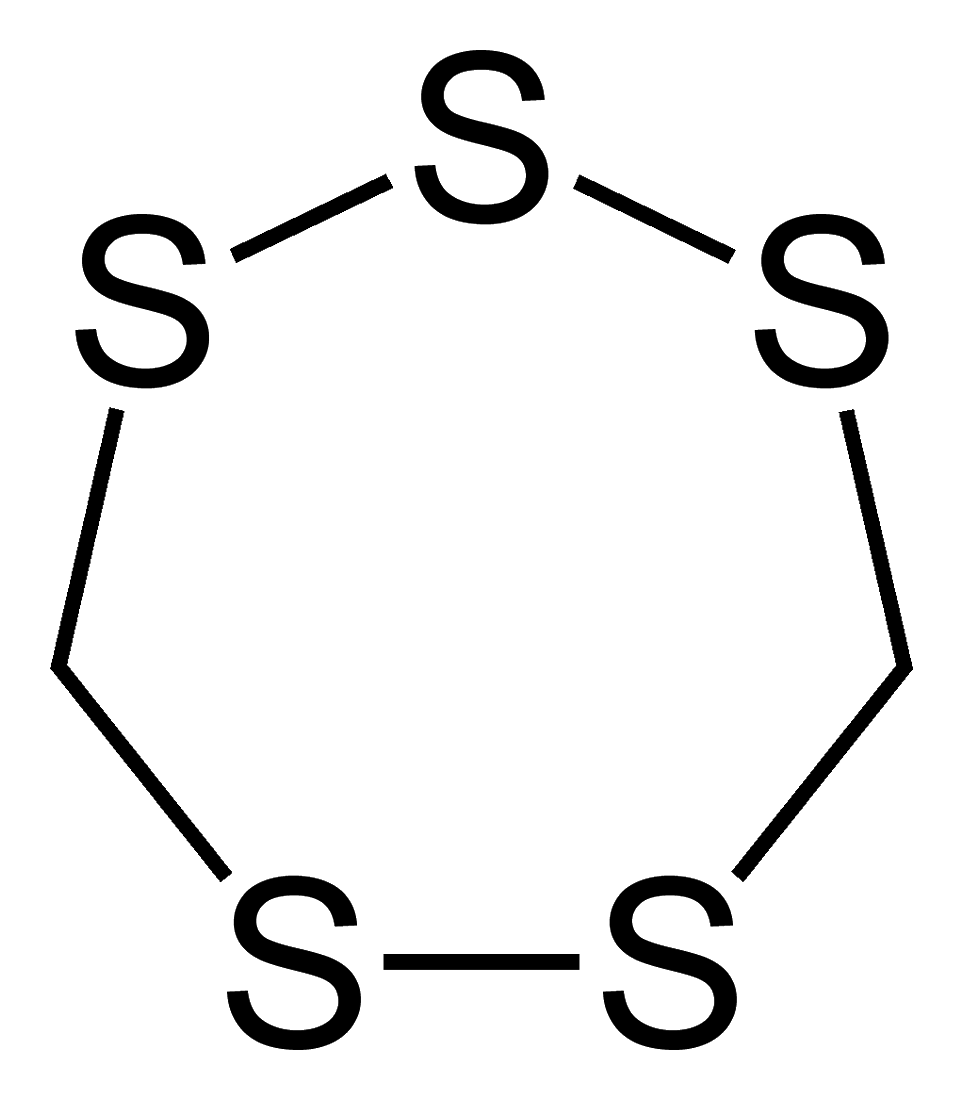
蘑菇香精是一種在香菇中的有機多硫化物

在商業上，"polysulfide"常常是指一種用不同的硫離子和碳氫化合物組成的聚合物，其化學式為R2Sx，其中x指硫原子的個數。，多硫聚合物可以用雙鹵素烴類和多硫鹼金屬鹽類反應，透過縮合聚合反應而成：
n Na2S5 + n ClCH2CH2Cl → [CH2CH2S5]n + 2n NaCl
縮合聚合反應中用的雙鹵素烴類是雙氯烷類，（例如1,2-二氯乙烷]、双(2-氯乙氧基)甲烷(ClCH2CH2OCH2OCH2CH2Cl)及1,3-二氯丙烷。有時多硫聚合物可以用開環聚合反應製備。
多硫聚合物也可以用多硫化物和烯類的加成反應製備，理想的反應式如下：
2 RCH=CH2 + H2Sx → (RCH2CH2)2Sx
不過勻相的H2Sx很難製備。
多硫聚合物不溶於水、油及許多的有機溶劑。因為多硫聚合物不會被許多的有機溶劑溶解，多硫聚合物會作為密封劑來填補路面、車輛的車窗玻璃，以及飛機結構。
若聚合物中只含有一個硫，或二個硫之間有其他原子隔開，一般就不視為多硫聚合物，例如聚苯硫醚 (C6H4S)n。

### 硫化橡膠中的多硫化物
許多商業生產的弹性体聚合物的交叉鏈接中會含有多硫化物。交叉鏈接會使聚合物鏈和鄰近的鏈連結，增強其剛性。剛性的程度和交叉鏈接的數量有關，因此弹性体在變形後可以恢復原來的形狀。也因為弹性体可記憶其原有形狀的特性，一般會用橡膠來指稱弹性体。在聚合物中加入硫，增加交叉鏈接的程序稱為硫化。硫鏈會連接到烯丙基的碳原子，鄰近C=C雙鍵。硫化程序出現在許多橡膠的製程中，例如聚氯丁二烯（氯丁橡胶TM）、丁苯橡胶及聚異戊二烯，這些橡膠在化學上類似天然橡膠。查尔斯·古德伊尔發現將異戊二烯和硫一起加熱的硫化反應，有革命性的影響，將一個黏稠幾乎無用的材料轉換為弹性体，可以再進一步用來製作其他產品

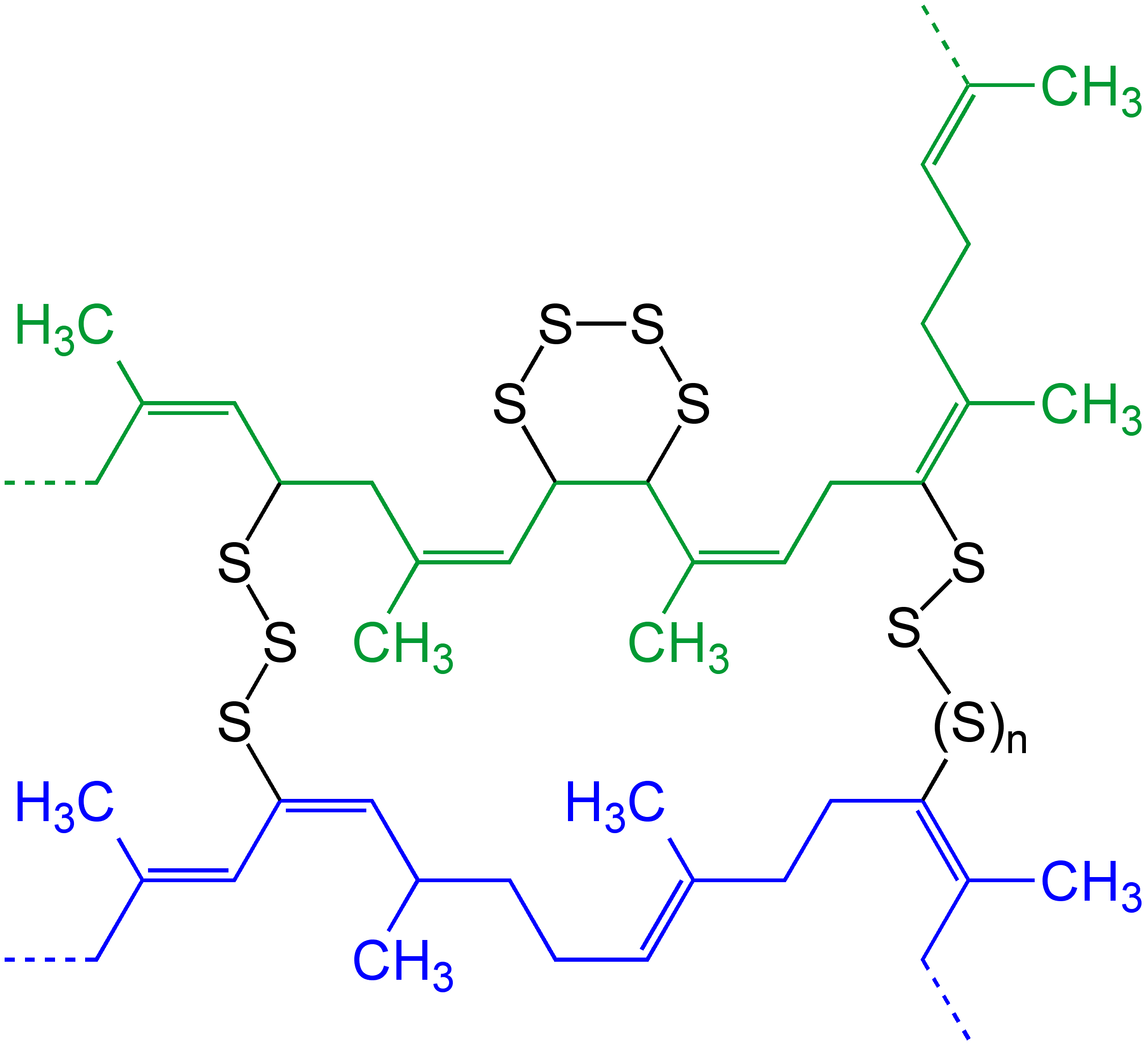
天然橡膠中二個聚合物鏈（藍色及 綠色）在硫化程序後的理想結構，其中含有多硫鏈

## 氣體巨行星上的多硫化物
氣體巨行星的大氣除了水和氨外，也含有多硫化銨。大氣中紅棕色的雲就是多硫化物組成，是將硫化銨暴露在陽光下形成。

## 性質
多硫化物和硫化物一樣，都會造成碳鋼及不鏽鋼的应力腐蚀裂缝。